# Daimler-Motoren-Gesellschaft

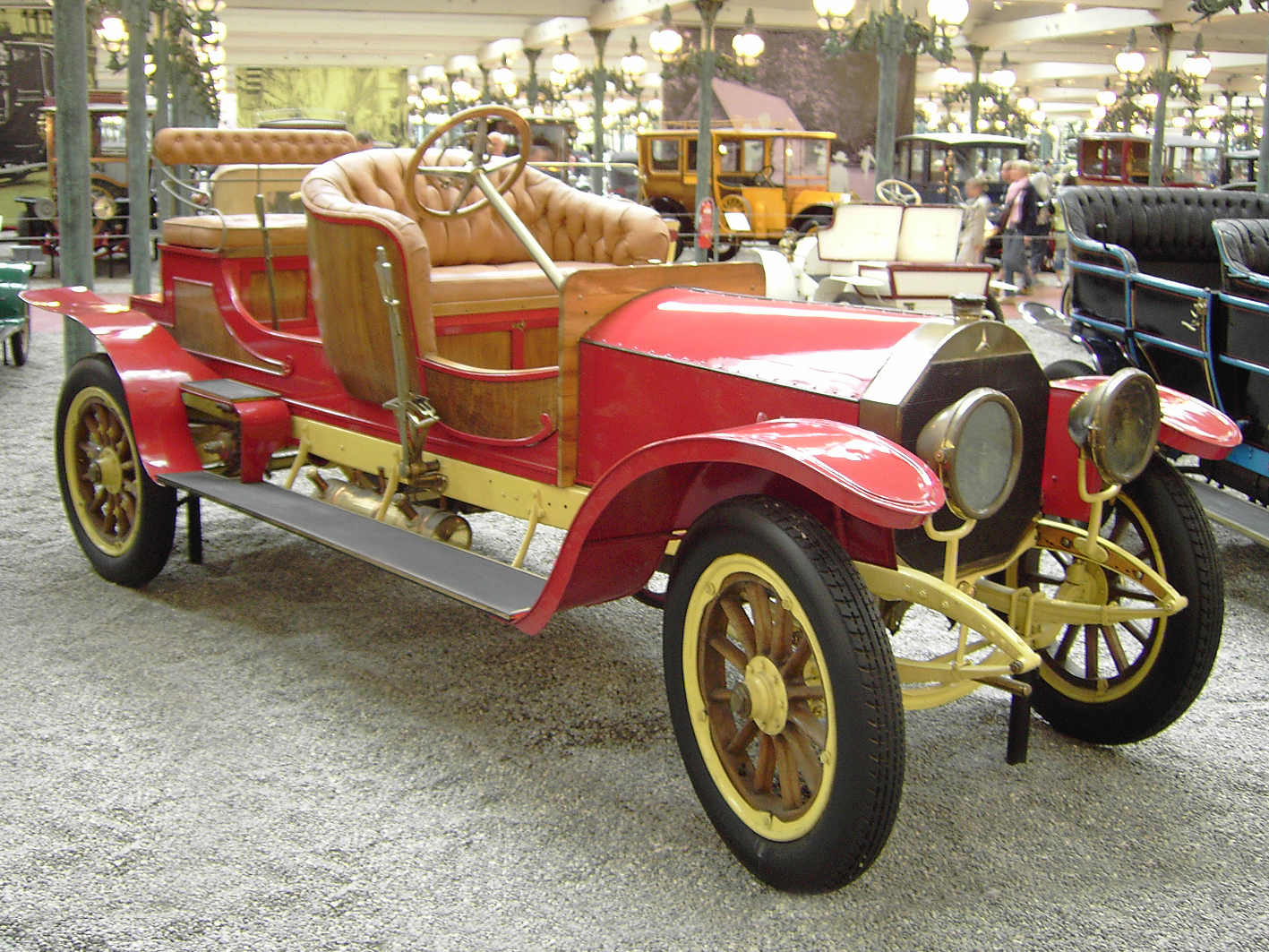
Mercedes Doppel-Phaeton (1905)

Daimler-Motoren-Gesellschaft (DMG) var en tysk biltillverkare och föregångare till Daimler-Benz, idag en del av Daimler AG. Företaget grundades 1890.
DMG slogs 1926 samman med Benz & Cie., grundat av Carl Benz. Sammanslagningen skapade Daimler-Benz med bilmärket Mercedes-Benz. 1998 gick Daimler-Benz ihop med Chrysler Corporation och skapade DaimlerChrysler, en koncern som dock upplöstes 2007 då Daimler-Benz sålde Chrysler.
Det brittiska bilmärket Daimler grundades som en licenstillverkare av tyska Daimlers motorer, men blev snart helt fristående och har sedan 1910 inget samband alls med det tyska företaget.